# Sindrome di Muckle-Wells
La sindrome di Muckle-Wells è una malattia rara autoimmune, di tipo autoinfiammatorio, a trasmissione autosomica dominante; la sua severità varia molto tra le diverse famiglie e tra i membri di una stessa famiglia.
La patologia appartiene al gruppo delle sindromi periodiche associate alla criopirina.

## Clinica

### Segni e sintomi
Il quadro clinico è costituito da manifestazioni esantematiche ricorrenti (orticaria), crisi febbrili, artralgie, mialgie, astenia, sordità neurosensoriale progressiva e amiloidosi sistemica secondaria che interessa soprattutto i reni. Il quadro clinico persiste per circa due giorni; tra un attacco e l'altro può passare anche molto tempo.
L'esordio sintomatologico della sindrome avviene durante l'infanzia o l'adolescenza, successivamente la sindrome si manifesta sotto forma di attacchi periodici che non presentano nessun fattore scatenante evidente; lo stress e la prolungata esposizione al freddo sembrano però essere agevolare le recidive.

## Trattamento
La terapia prevede l'utilizzo di inibitori dell'interleuchina 1. L'anakinra, antagonista dei recettori dell'interleuchina 1, può rallentare la progressione della sordità neurosensoriale. Il rilonacept, una proteina artificiale che contiene un ligando del recettore 1 per l'interleuchina 1, impedisce all'interleuchina di legarsi al suo principale recettore e, conseguentemente, di attivarsi. Il canakinumab è un anticorpo monoclonale che ha per target l'interleuchina 1 beta.